# 東海林さだお
東海林 さだお（しょうじ さだお、男性、1937年10月30日 - ）は、日本の漫画家、エッセイスト。本名は庄司 禎雄（読み同じ）。1974年6月16日から2014年12月31日にかけて毎日新聞朝刊に13,749回連載した4コマ漫画の『アサッテ君』で、一般全国紙の連載漫画の最多掲載記録を作った。他の漫画・エッセイの連載においても、ほとんどが40年超のロングランとなっている。

## 略歴・人物
東海林は1937年10月30日、東京府東京市杉並区高円寺南で生まれた。父は小西六（現在のコニカミノルタ）の社員だった。小学生時代に戦火を避け、父以外の家族で山梨県大月市に疎開。終戦後も東京には戻らず、母方の実家のある栃木県那須郡武茂村（のちの馬頭町）に移り、中学2年時まで過ごす。このころに野球、漫画、絵物語に親しみ、漫画家を将来の目標に定める。
東京都立立川高等学校卒業。現役で早稲田大学政経学部および慶應義塾大学法学部を受験し失敗。1浪後、再び早大と慶大に出願。計9学部を受験し、そのうち早大第一文学部美術史科を受験する予定だったが隣の窓口にロシア文学科があり、「女のコとつき合うとき、美術史よりも露文のほうがモテるのではなかろうか」という理由で急に出願先を変更。そのロシア文学科に合格し、入学を果たした。
大学2年時、創設されたばかりの早稲田大学漫画研究会に入部し、1年上級のしとうきねおと園山俊二、1年下級で同い年の福地泡介らと出会う。福地泡介によれば、東海林だけは講義にほとんど出ず、当時八王子市に移り酒販店を経営していた実家からの通学で疲れ切り、そのまま大学近くの福地の下宿部屋に直行してそこで眠り込むことが多かったという。福地は、東海林が「実家で売れ残って変色した日本酒を、世話になっている礼のつもりかよく持ってきた」と回想している。東海林はこのころ、「一生懸命ユーモアを探してた」といい、太宰治、木山捷平、鹿島孝二、北杜夫らの小説や、5代目古今亭志ん生の落語に熱中した。
1959年に東海林・福地ほか、他校の学生漫画家を加えた4人で「グループ'59」を結成し、一般誌に合作漫画の売り込みを行ったが、東海林の採用は『美しい十代』（学習研究社）における1ページ作品数回にとどまるなど、グループ活動はうまくいかず、数か月で解散に追い込まれている。
早大中退後、東海林は『週刊漫画サンデー』編集部のアルバイトや黄小娥のアシスタント、実家の手伝いなどの傍ら、1964年に結婚。その後、プロとして成功した福地の新居をたずねた折り、玄関先に置かれた牛乳瓶を見て「漫画を描いて牛乳をとろう」と思い立ち、原稿の持ち込み活動を開始。1967年、『週刊漫画TIMES』の『新漫画文学全集』で連載デビューする。
1968年より漫画の傍ら、イラスト付きのエッセイの執筆でも活動。エッセイ集の刊行冊数は漫画作品の単行本を上回っている。特に1970年代以降、マンガは大部分が新聞雑誌掲載のみで単行本化されていないのに対しエッセイはほぼ全部が単行本化、文庫本化されている。
東京ドームを借りて試合をするほどの草野球愛好者でもある。ポジションは内野手。仕事に対するスタンスについても東海林は、「毎回いいものが書けるわけがない。野球と同じで三割打てればいいんだ」「プロだから残り七回全部三振はダメだけど、バントとかポテンヒットとかで誤魔化しながらね」と、野球にからめた比喩を語っている。
「ビールの最良の『あて』は串カツである」と多くのエッセイで記述している。
2015年に見つかった肝臓癌を手術で治し、その体験を2017年にエッセイ『ガン入院オロオロ日記』（文藝春秋社）として出版した。酒は医師に止められているが、最近は「ノンアルコールビールがおいしくなった」という。

### 受賞歴
- 1970年 第16回文藝春秋漫画賞（『タンマ君』『新漫画文学全集』）
- 1995年 第11回講談社エッセイ賞（『ブタの丸かじり』）
- 1997年 第45回菊池寛賞
- 2000年 紫綬褒章
- 2001年 第30回日本漫画家協会賞大賞（『アサッテ君』）
- 2011年 旭日小綬章[15]

## 作風・評価

### 取材活動・アイデア
- 「僕の商売道具というのはユーモアです[13]」「役に立たないとか、非建設的ということこそ大切なんじゃないか[4]」と自負している。
- 東海林は平日は仕事場としている東京・西荻窪のマンションに泊まり込み、週末のたびに八王子市の自宅に帰る生活を続けている[4]。東海林はサラリーマンを主役にした漫画作品を多数描いているが、サラリーマンとしての勤務経験がないため、自宅と仕事場を行き来する電車の中での人物観察を作品に生かし、経験不足をカバーしているという。
- アイデアの書き留めや取材のために、ケント紙をノート状に製本したものを文具店に特注している[4][16]。
- 普段から取材メモとともに、「顔だけファイル[16]」と称する、似顔絵や「いかにも実在しそうな一般人の顔」のストックノートをつけており、漫画やエッセイに活用しているという。
- エッセイの対象が食べ物、生活観察、旅行などが中心なのに対し、漫画では社会的事件、政治問題など時事問題を頻繁に取り上げており、はっきりとジャンルの線引きがなされている。音楽についてははっきり「関心がない[要出典]」と述べている。
- エッセイのイラストならびに漫画の中で、東海林本人が出てくることはめったにない。自画像については『ショージ君の旅行鞄』等に掲載されたことがあるが、極めて少ない。

### 漫画
- 力をこめずに急いで書いたようなタッチが特徴。枠線を除いて、効果線や建物の描写において定規が用いられた形跡はほとんど見られない。スクリーントーンもほとんど用いない。
- ふきだしは楕円形ではなく、指示部の両端が大きくくぼんだ形状をした多角形で描く。ふきだし内の文字は版下を用いず、ペンによる手書きのままのことがほとんどである。
- 「グヤジー」「ユルジデ」など、カタカナや濁音を活用したセリフ回しを多用する。
- 山藤章二は東海林の画風を、読者との距離を縮めるためにあえて技巧を捨てたと捉え、「ミスター・ヘタウマ」と評している[17]。
- 平凡社『マイペディア』においては「ナンセンスを交えてサラリーマンの悲哀を描いた[1]」と評され、講談社『日本人名大辞典』においては「サラリーマンのペーソスをえがいて人気を博す[1]」と評されている。東海林はサラリーマン漫画において「役職では計れない人間の本質を描いている[要出典]」とコメントしている。
- ペン入れ中、仕事場のテレビをつけっぱなしにし、次作以降のアイデアに備えている[4][18]。

### エッセイ
- 東海林は日本におけるユーモアエッセイの一人横綱的存在とされ、擬声語の多用や、句点のたびに改行を重ねるなど軽薄でスムーズな感じを抱かせる独特な文体（昭和軽薄体）が知られる。この文体を使う理由として、東海林は「エッセイに論理はあまりいらないんじゃないか。論理を繋げていくより、漢詩みたいにいいリズムがあればそれでいいような気がしてる[13]」と語っている。
- エッセイでは、旅行記、体験記を除いては仕事場での泊まり込み生活（自炊、外食、買い物など）が中心に描かれるため、一見独身生活者風である。家族（妻、子）は、ごく初期のエッセイに娘の幼い頃が描かれたほかはあまり登場しない。
- 高島俊男も東海林の文章を「二十世紀日本の文章の天才をたった一人あげろ、と言われたらわたくしは、『太宰治』と答えるに躊躇しない者であるが、それにつぐのはあるいは東海林さだおではないか、と思っている[19]」と、激賞している。東海林と対談集の共著を上梓している椎名誠も、「丸かじりシリーズ」を高く評価している。
- かつて、小説家の金井美恵子も「小林秀雄や朝日新聞にはせこい繊細さがあり、東海林さだおには繊細なせこさがある、両者は天と地ほどちがう」といったことを発言した。

## 作品

### 連載
刊行作品は後述
漫画
- おませなルミちゃん（美しい十代 1960年9月号 - 1961年3月号）
- イッコちゃんとボク（美しい十代 1962年2月号 - 1962年6月号）
- 新漫画文学全集（週刊漫画TIMES 1967年 - 1978年） - 1988年の文藝春秋による単行本化以降「漫画文学全集」に改題（後述）。
- ショージ君（漫画サンデー 1967年 - 1975年）
- タンマ君（週刊文春 1968年 - ）
- サラリーマン専科（週刊現代 1969年 - ） - 1995年に実写映画化（サラリーマン専科#映画を参照）。
- アサッテ君（毎日新聞 1974年 - 2014年）

エッセイ
- あれも食いたいこれも食いたい（週刊朝日 1987年 - 2023年）

単行本化の際「○○の丸かじり」と改題されて刊行される（上記リンク先参照）。
- 男の分別学（オール讀物 1980年 - ）

### 著書
書名（共著の場合は括弧内に共著者）、初版発行日（単行本、文庫版の順。特記なき場合はすべて単行本は文藝春秋発行、文庫版は文春文庫所収。）

#### 漫画
新漫画文学全集・漫画文学全集
- 単行本
  - 漫画文学全集 1 - 1988年5月15日
  - 漫画文学全集 2 - 1988年6月15日
  - 漫画文学全集 3 - 1988年8月20日
- 文庫
  - 立風漫画文庫
    - 新漫画文学全集 1 - 1976年
    - 新漫画文学全集 2 - 1976年
    - 新漫画文学全集 3 - 1976年
    - 新漫画文学全集 4 - 1976年
    - 続新漫画文学全集 1 - 1976年12月
    - 続新漫画文学全集 2 - 1977年3月
    - 続新漫画文学全集 3 - 1977年4月
    - 続新漫画文学全集 4 - 1978年7月
    - 続新漫画文学全集 5 - 1978年10月
    - 完結編新漫画文学全集 - 1979年1月
    - 大完結新漫画文学全集 - 1979年4月

  - 文春文庫
    - 漫画文学全集 1 - 1994年1月10日
    - 漫画文学全集 2 - 1994年1月10日
    - 漫画文学全集 3 - 1994年2月10日
    - 漫画文学全集 4 - 1994年2月10日
    - 漫画文学全集 5 - 1995年2月10日
    - 漫画文学全集 6 - 1995年2月10日
    - ショージ君の漫画文学全集110選 - 2004年9月15日

  - ちくま文庫
    - 新漫画文学全集 1 感動篇 - 1994年7月
    - 新漫画文学全集 2 珠玉篇 - 1994年7月
    - 新漫画文学全集 3 衝撃篇 - 1994年8月
    - 新漫画文学全集 4 怒涛篇 - 1994年8月
    - 新漫画文学全集 5 渾身篇 - 1994年9月
    - 新漫画文学全集 6 落涙篇 - 1994年9月
    - 新漫画文学全集 7 情熱篇 - 1994年10月
    - 新漫画文学全集 8 慟哭篇 - 1994年10月

ショージ君
- 立風漫画文庫
  - ショージ君 1 - 1976年
  - ショージ君 2 - 1976年
  - ショージ君 3 - 1976年
  - ショージ君 4 - 1976年
  - 続ショージ君 1 - 1976年
  - 続ショージ君 2 - 1977年
  - 続ショージ君 3 - 1978年
- ちくま文庫
  - ショージ君全集 1 - 1993年7月
  - ショージ君全集 2 - 1993年7月
  - ショージ君全集 3 - 1993年8月
  - ショージ君全集 4 - 1993年9月
- ショージ君不滅の100名作 - 2000年12月（マガジンハウス）、文庫未刊行

タンマ君
- 立風漫画文庫
  - タンマ君 花も嵐もの巻 - 1977年10月
  - タンマ君 照る日曇る日の巻 - 1978年4月
  - タンマ君 朝な夕なにの巻 - 1980年7月
  - タンマ君 楽あれば苦ありの巻 - 1981年5月
- 文春文庫
  - タンマ君 1 純情編 - 1985年7月25日
  - タンマ君 2 歓喜編 - 1985年7月25日
  - タンマ君 3 激辛篇 - 1996年2月10日
  - タンマ君 4 純愛篇 - 1996年2月10日
  - タンマ君 5 妄烈篇 - 1996年3月10日
  - タンマ君 6 清貧篇 - 1996年3月10日
  - タンマ君 7 希望篇 - 2000年3月10日
- 文春ムック 週刊文春お正月スペシャル号 丸ごと1冊タンマ君! - 2015年1月1日、文庫未刊行

アサッテ君
アサッテ君#刊行リスト参照。
サラリーマン専科
サラリーマン専科#単行本リスト参照。
作品集
- 現代漫画 第1期11 東海林さだお集 - 1969年（筑摩書房）
- 東海林さだお傑作集（立風書房）
  - 1 ショージ君
  - 2 新漫画文学全集
  - 3 リーチ君・タンマ君
  - 4 続ショージ君
  - 5 続新漫画文学全集
  - 6 サラリーマン専科
  - 7 続々新漫画文学全集
  - 8 続々ショージ君
  - 9 又新漫画文学全集
  - 10 完結編ショージ君
  - 11 又々新漫画文学全集
  - 12 完結編新漫画文学全集
  - 13 タンマ君
  - 14 又ショージ君
  - 15 大完結新漫画文学全集
  - 16 ショージ漫画読本
  - 17 続サラリーマン専科
  - 18 タンマ君朝な夕に
  - 別巻 トットキ漫画大傑作
- 人生カタログ - 文庫のみ、1976年（奇想天外文庫）
- グヤジイマン - 文庫のみ、1976年（奇想天外文庫）
- 若きドジたち - 文庫のみ、1977年（奇想天外文庫）、連載作品の『ミス・ハプコ』および『ヨーコとジロー』収録
- ショージ漫画読本 1 - 文庫のみ、1979年7月（立風漫画文庫）
- ショージ漫画読本 2 - 文庫のみ、1980年7月（立風漫画文庫）
- ショージ君の漫画文庫 1 - 文庫のみ、1983年11月
- ショージ君の漫画文庫 2 - 文庫のみ、1983年11月
- ショージ君の漫画文庫 3 - 文庫のみ、1984年7月
- ショージ君の漫画文庫 4 - 文庫のみ、1984年7月
- 東海林さだお自選 ショージ君の漫画文庫傑作選 - 文庫のみ、2003年9月30日

#### エッセイ
- ショージ君のにっぽん拝見 - 1971年4月、1976年10月25日
- ショージ君のぐうたら旅行 - 1973年3月、1977年10月25日
- ショージ君のゴキゲン日記 - 1974年9月、1978年11月25日
- ショージ君の一日入門 - 1979年3月（平凡社）、1983年3月25日
- ショージ君の面白半分 - 文庫のみ、1979年12月25日
- ショージ君の青春記 - 文庫のみ、1980年8月25日。1983年に『青春前後不覚』の題でテレビドラマ化。
- ショージ君のほっと一息 - 1977年9月、1981年1月25日
- ショージ君の「さあ! なにを食おうかな」 - 1975年6月（平凡社）、1981年11月25日
- ショージ君の東奔西走 - 1979年3月、1982年8月25日
- ショージ君の満腹カタログ - 1980年9月、1983年8月25日
- ショージ君の「料理大好き!」 - 1981年6月（平凡社）、1984年8月（新潮文庫）、2014年12月4日
- ショージ君のコラムで一杯 - 1982年10月、1986年2月25日
- ショージ君の南国たまご騒動 - 1984年4月、1987年9月10日
- ショージ君の「ナンデカ?」の発想 - 1987年7月（平凡社）、1990年8月10日
- 某飲某食デパ地下絵日記 - 1999年9月（毎日新聞社）、2003年8月10日
- 超優良企業「さだお商事」―ショージ君のイキイキ快適仕事術（藤原あつこ） - 2002年11月22日（東洋経済新報社）、文庫未刊行
- ショージ君のALWAYS―東海林さだおが昭和を懐かしむ - 2006年4月（集英社インターナショナル）、文庫未刊行

丸かじりシリーズ
あれも食いたいこれも食いたい#丸かじりシリーズ参照。
男の分別学シリーズ
- ショージ君の男の分別学 - 1983年4月、1986年9月25日
- ショージ君の時代は胃袋だ - 1985年9月、1988年2月10日
- 東京ブチブチ日記 - 1987年5月20日、1990年3月10日
- 平成元年のオードブル - 1989年5月15日、1992年1月10日
- 笑いのモツ煮こみ - 1990年6月15日、1993年5月8日
- 食後のライスは大盛りで - 1992年3月15日、1995年3月10日
- ニッポン清貧旅行 - 1993年9月25日、1997年1月10日
- アイウエオの陰謀 - 1995年1月15日、1998年2月10日
- 行くぞ! 冷麺探険隊 - 1996年1月15日、1999年1月10日
- ずいぶんなおねだり - 1997年3月20日、2000年3月10日
- のほほん行進曲 - 1997年11月20日、2002年1月10日
- 明るいクヨクヨ教 - 1999年2月10日、2003年2月10日
- とんかつ奇々怪々 - 2000年6月20日、2004年5月10日
- ヘンな事ばかり考える男 - ヘンな事は考えない女 2002年2月1日、2005年10月10日
- もっとコロッケな日本語を - 2003年6月15日、2006年6月10日
- 誰だってズルしたい! - 2004年11月15日、2007年11月10日
- ショージ君の養生訓 - 2005年11月15日、2009年2月10日
- 偉いぞ! 立ち食いそば - 2006年6月15日、2009年12月10日。タイトル作は富士そばのメニューを毎日1品ずつ注文し、全品制覇するというもの。このエッセイが縁で実現した、運営会社の社長・丹道夫との対談が収録されている。
- そうだ、ローカル線、ソースカツ丼 - 2008年5月15日、2011年4月10日
- 微視的（ちまちま）お宝鑑定団 - 2009年10月15日、2012年4月10日
- 花がないのに花見かな - 2011年4月25日、2014年4月10日
- さらば東京タワー - 2012年9月15日、2016年1月4日
- 猫大好き - 2014年7月30日、文庫未刊行

選集
- 東海林さだお自選 なんたって「ショージ君」―東海林さだお入門 - 1999年11月20日、2003年11月10日
- 東海林さだお自選 ショージ君の旅行鞄 - 2001年6月30日、2005年2月10日
- 東海林さだおの味わい方（南伸坊編） - 2003年12月10日（筑摩書房）、文庫未刊行

#### その他
対談
- 人生途中対談（椎名誠） - 1996年10月25日、文庫未刊行
- シーナとショージの発奮忘食対談（椎名誠） - 1999年9月10日
- ビールうぐうぐ対談（椎名誠） - 1999年3月10日、2002年7月10日
- 大日本オサカナ株式会社（椎名誠） - 文庫のみ、2012年1月4日（朝日文庫）
- 老化で遊ぼう（赤瀬川原平） - 文庫のみ、2008年2月(新潮文庫)

編著
- ラーメン大好き!! - 1982年10月（冬樹社）、1985年8月25日(新潮文庫)

### キャラクター提供
テレビCM
- 中外製薬「バルサン」（1975年 - 1976年 アニメーション：月岡貞夫）
- カゴメ「トマトジュース」（1975年 出演：黒柳徹子）

## 関連人物
- 井浦秀夫 - 東海林のアシスタント出身。
- 和田誠 - 東海林作品の装丁・ロゴデザインを担当。